# Starke
Pour les articles homonymes, voir Starke (homonymie).
Starke est une ville américaine de Floride (comté de Bradford). La ville comptait 5 796 habitants d'après le dernier recensement de 2020.
À proximité de la ville se trouve la prison d'État de Floride, parfois surnommée prison de Starke.

## Galerie

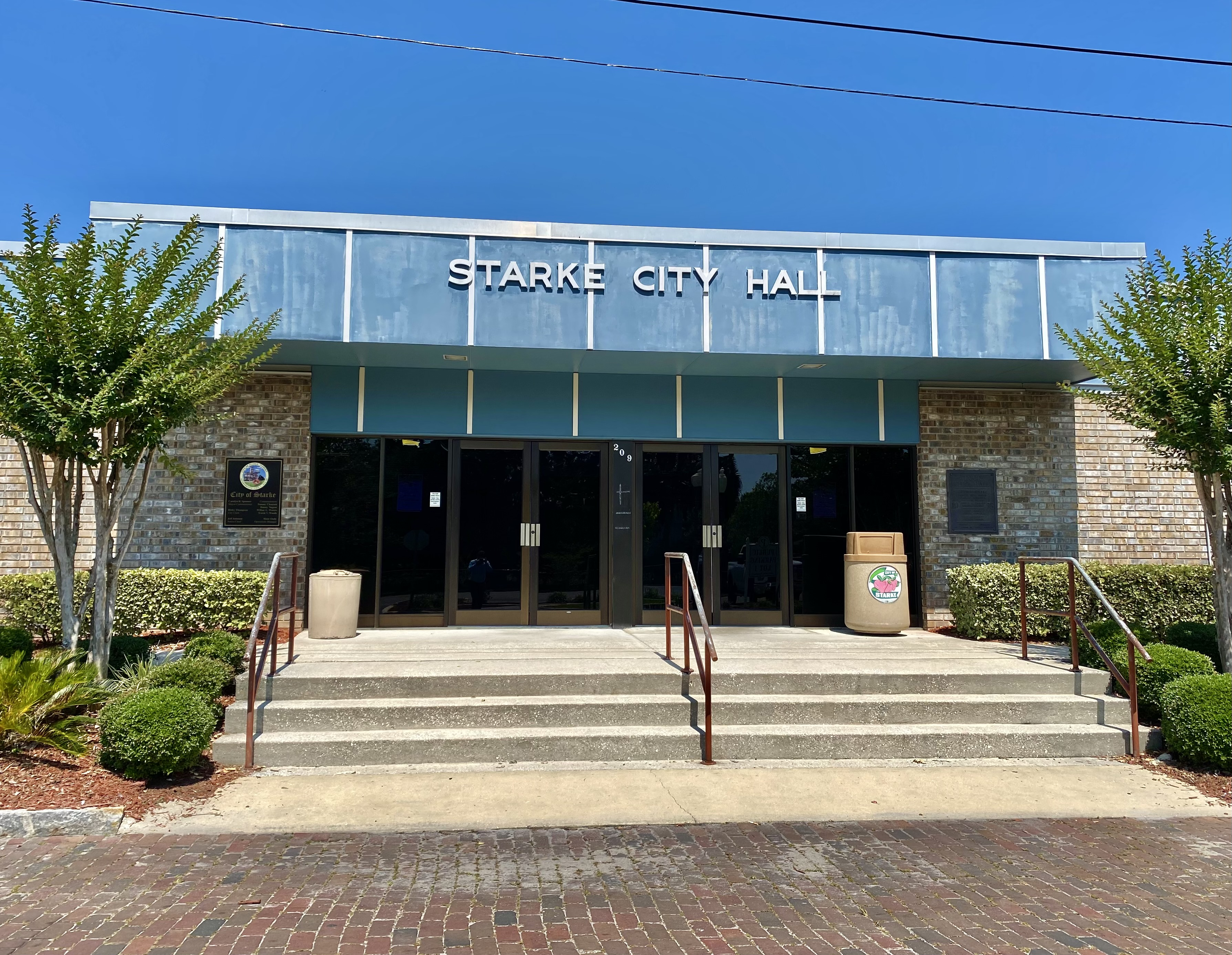
L’hôtel de ville de Starke
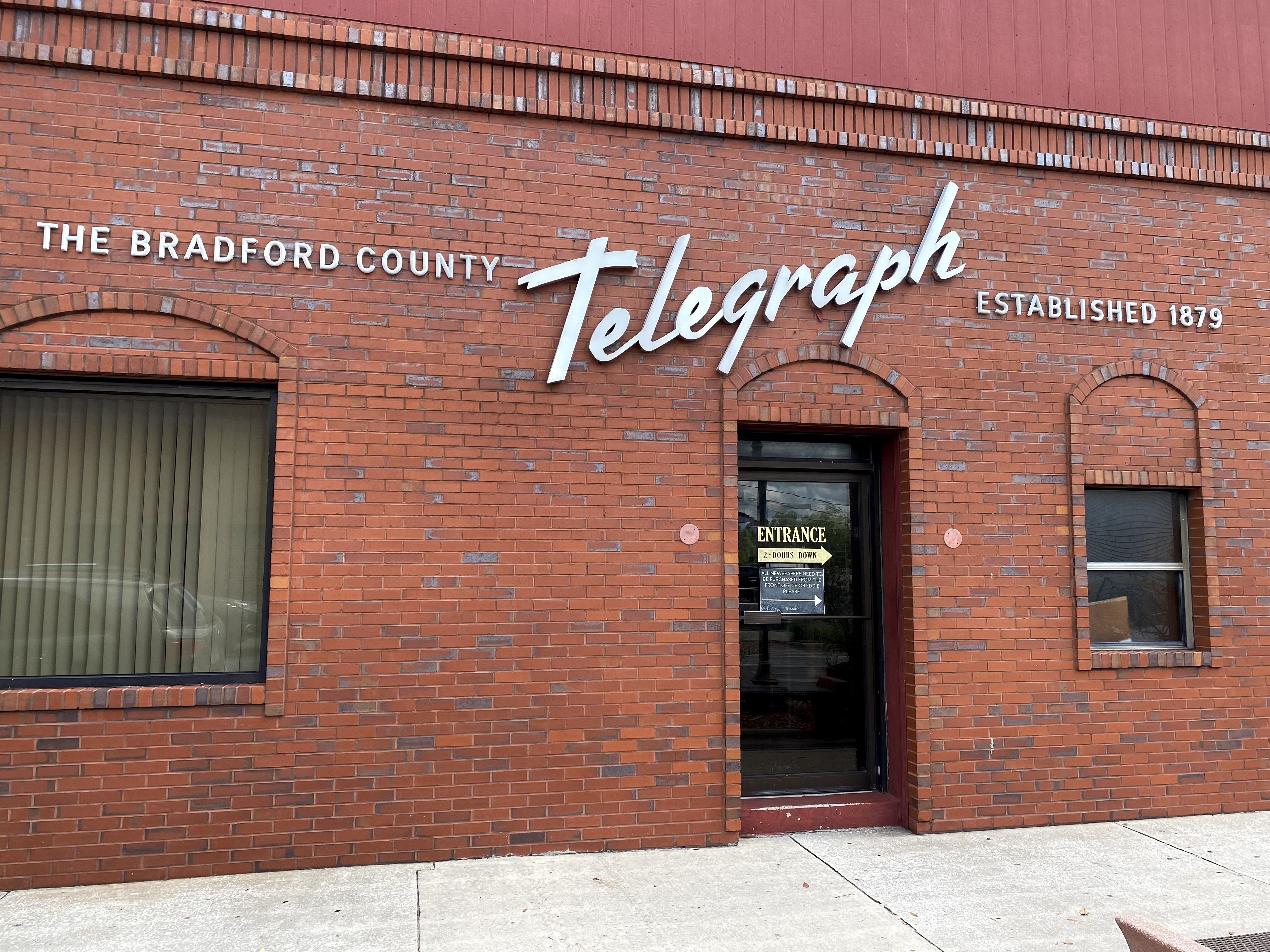
Le siège du Bradford County Telegraph, le plus ancien journal de Floride
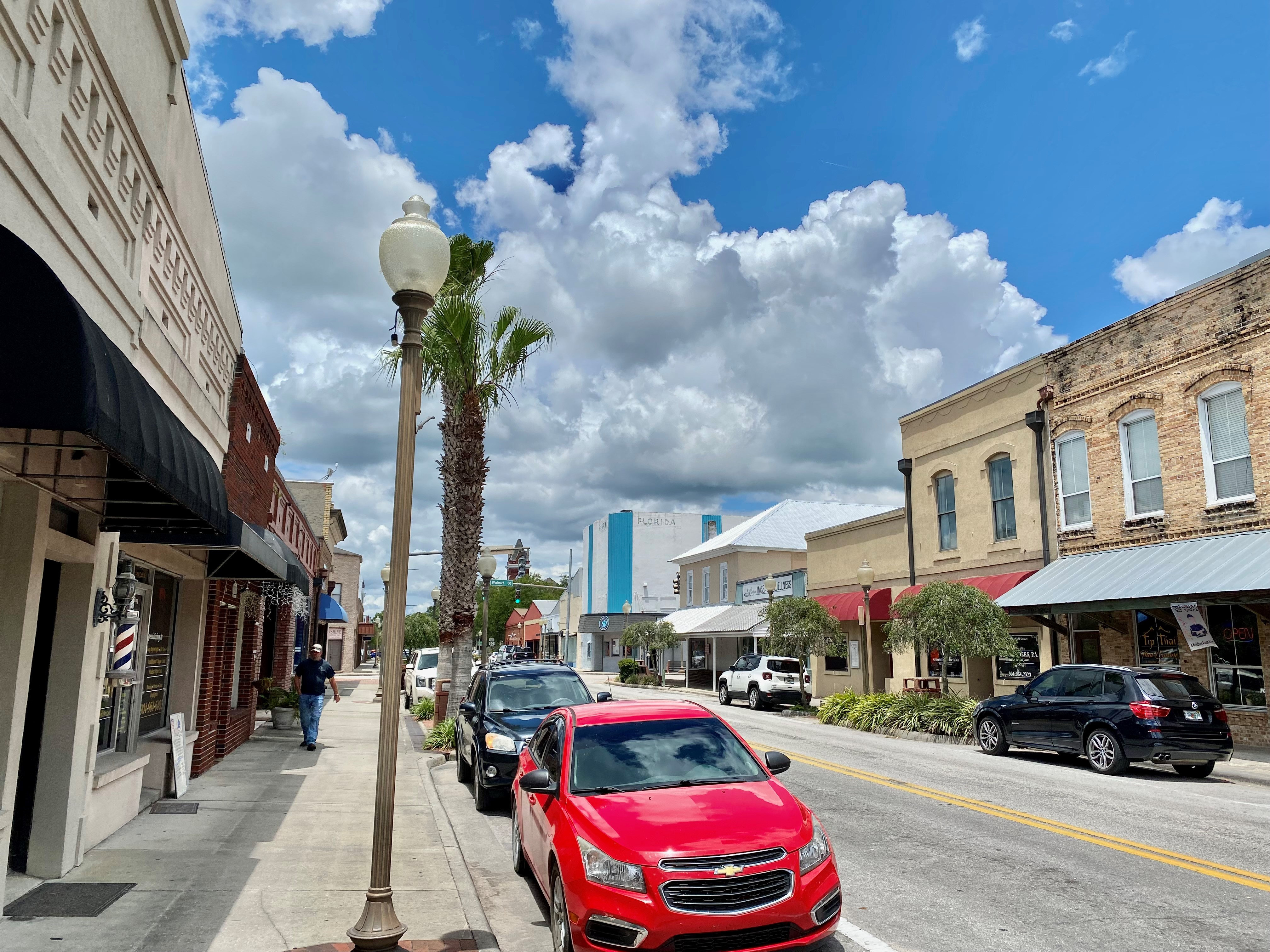
Call Street